# Dawn Gallagher Murphy
Pour les articles homonymes, voir Murphy.
Dawn Gallagher Murphy est une femme d'affaires et femme politique canadienne, élue pour la première fois à l’Assemblée législative de l’Ontario lors de l’élection provinciale de 2022, puis réélue lors de l’élection provinciale de 2025. Elle occupe actuellement les fonctions d’adjointe parlementaire à la ministre des Richesses naturelles et à la ministre des Soins de longue durée. Elle est également présidente de la section ontarienne de l’Assemblée parlementaire de la Francophonie et siège au Comité permanent de l’Intérieur ainsi qu’au Comité permanent des procédures et des affaires de la Chambre. Elle représente la circonscription de Newmarket—Aurora en tant que membre du Parti progressiste-conservateur de l’Ontario.

## Jeunesse
Dawn Gallagher Murphy est née à Hamilton, fille d’un père immigrant irlandais qui a financé lui-même ses études pour devenir pasteur anglican. La famille a déménagé à Georgetown (Ontario), où elle a vécu jusqu’à ce que Dawn ait 11 ans, avant de retourner à Hamilton, où elle a terminé ses études secondaires.

## Études et carrière
Dawn Gallagher Murphy a étudié à l’Université Western Ontario, où elle a obtenu un baccalauréat ès arts en science politique avec une mineure en français. Après deux étés dans une école d’immersion française au Québec, elle est partie en France pour étudier à l’Université de la Sorbonne, où elle a obtenu une certification en langue française. Elle a également étudié à la Chambre de commerce et d’industrie de Paris, où elle a reçu un certificat en affaires.
À son retour au Canada, Gallagher Murphy a travaillé comme agente bilingue au service à la clientèle et aux ventes chez Amsco, un fabricant d’équipements hospitaliers. Elle a ensuite intégré le secteur des paiements sécurisés en tant que directrice des ventes bilingue, spécialisée dans le secteur bancaire de détail. Elle est devenue directrice des ventes, responsable de la gestion des relations avec les principales institutions bancaires du Canada, supervisant le lancement de nouveaux portefeuilles de cartes et l’introduction des paiements numériques au Québec, en Ontario et aux États-Unis. Après dix ans, elle a fondé une société de consultation, jouant un rôle de premier plan dans la migration de la technologie de paiement vers une plateforme numérique, incluant les technologies à micropuce, les interfaces doubles (sans contact), les paiements mobiles et en ligne.

## Carrière politique
Dawn Gallagher Murphy est entrée en politique en 2018, en travaillant auprès de la vice-première ministre et ministre de la Santé, Christine Elliott, durant la pandémie. Elle a soutenu les communautés partout en Ontario, en portant une attention particulière à Newmarket—Aurora.
Après quatre années, Christine Elliott a pris sa retraite et Dawn est devenue la candidate officielle pour Newmarket—Aurora. Le 2 juin 2022, Gallagher Murphy a été élue députée provinciale avec 18 671 voix (44,97 %).
À la suite de son élection, Dawn a été nommée adjointe parlementaire de la ministre de la Santé, Sylvia Jones. Elle a mené de nombreuses tables rondes avec des fournisseurs de soins primaires à travers la province afin de discuter des défis du secteur.
De septembre 2022 à décembre 2023, Gallagher Murphy a siégé au Comité permanent des procédures et des affaires de la Chambre, qui a mené l’étude sur la restauration et la réhabilitation du complexe législatif de Queen’s Park.
La députée Gallagher Murphy a présenté un projet de loi d’initiative parlementaire visant à proclamer le mois de juin comme Mois des personnes âgées. Ce projet de loi a été adopté en deuxième lecture et a été transmis au Comité permanent de la politique sociale.Modèle:Update inline
Le 10 avril 2024, Dawn Gallagher Murphy a présenté une motion d’initiative parlementaire visant à assurer l’utilisation éthique et transparente de l’intelligence artificielle (IA) au sein du gouvernement, tout en tenant compte des menaces en cybersécurité. Cette motion s’appuie sur le Cadre ontarien pour une IA digne de confiance. Elle a reçu le soutien unanime de tous les partis.
Le 3 juillet 2024, après six années de planification et d’efforts soutenus, Gallagher Murphy a annoncé que le nouveau centre communautaire en santé mentale de la région de York serait situé à Newmarket. Ce centre permettra à la population de la région d’accéder plus rapidement et facilement à des services complets en santé mentale et en traitement des dépendances, près de chez eux.
Le 19 décembre 2024, le projet de loi 70, Loi de 2024 sur le Mois des personnes âgées, a reçu la sanction royale, proclamant officiellement le mois de juin comme Mois des personnes âgées en Ontario. Cette loi constitue une étape importante pour reconnaître les contributions inestimables des aînés à nos communautés partout dans la province. Ce mois servira chaque année à célébrer les personnes âgées et à promouvoir des initiatives soutenant un vieillissement sain et une bonne qualité de vie.
En février 2025, Dawn Gallagher Murphy a été réélue députée provinciale de Newmarket—Aurora avec 20 260 voix, récoltant 47,73 % des suffrages. Sa réélection témoigne de la confiance renouvelée que les citoyens de Newmarket—Aurora accordent à son leadership et à son engagement à représenter leur communauté à Queen’s Park.